# Le Parc (Manche)
Pour les articles homonymes, voir Le Parc.
Le Parc est une commune française située dans le département de la Manche en région Normandie, peuplée de 907 habitants. Elle est créée le 1er janvier 2016 par la fusion simple de trois communes (Braffais, Plomb et Sainte-Pience), sous le régime juridique des communes nouvelles.

## Géographie

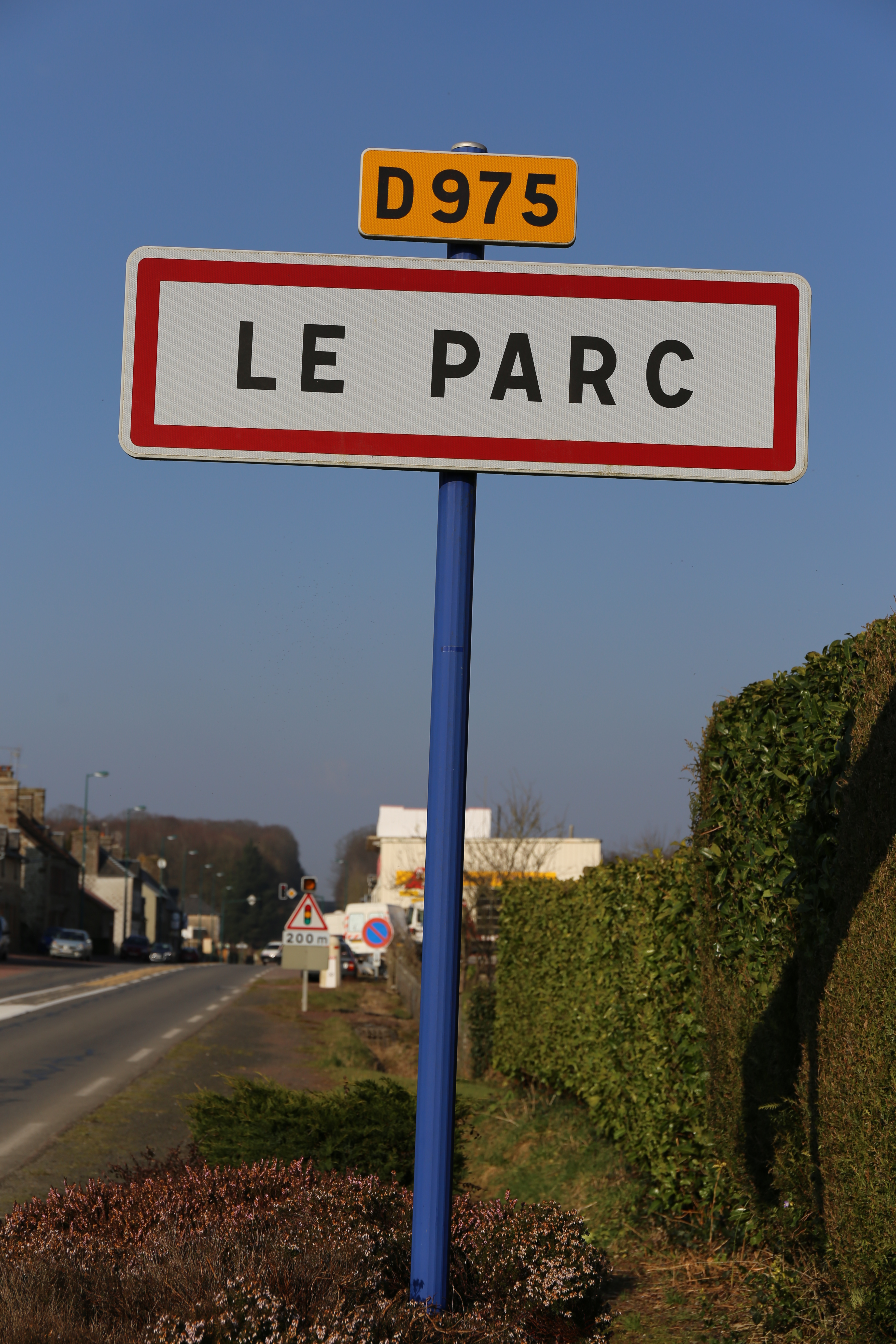
Panneau de l'entrée sud.

Le village du Parc est un lieu-dit situé sur les anciennes communes de Sainte-Pience et de Plomb, sur la route reliant Avranches à Villedieu-les-Poêles. Connu depuis le Moyen Âge, il y était décrit la présence d'une maison forte près d'un étang, « au bout du chemin du vieux logis entouré par un parc à gibier ».
Le lieu est également connu par son carrefour qui faisait l'objet de bouchons avant l'ouverture de l'autoroute A84[réf. nécessaire].

### Hydrographie
La commune est située dans le bassin Seine-Normandie. Elle est drainée par la Braize, le ruisseau de Saultbesnon, le ruisseau du Moulin du Bois, la rivière de l'Écluse, le ruisseau de la Guerinette, le ruisseau de Saint-Louis, un bras de la Guérinette, le cours d'eau 01 de la Gislière, le cours d'eau 01 de la Noe Rougette, le fossé 01 de la Vauteurtre, le fossé 01 de l'Airie, le fossé 01 des Bilheudières, le fossé 01 du Bas Bréménil, le fossé 02 de la commune de Braffais, le fossé 03 de la Champagne, le fossé 03 de la Mazurie, le fossé 06 de la Fieffe et le fossé 07 de la Fieffe,,.
La Braize, d'une longueur de 16 km, prend sa source dans la commune  et se jette  dans la Sée à Marcey-les-Grèves, après avoir traversé huit communes. 

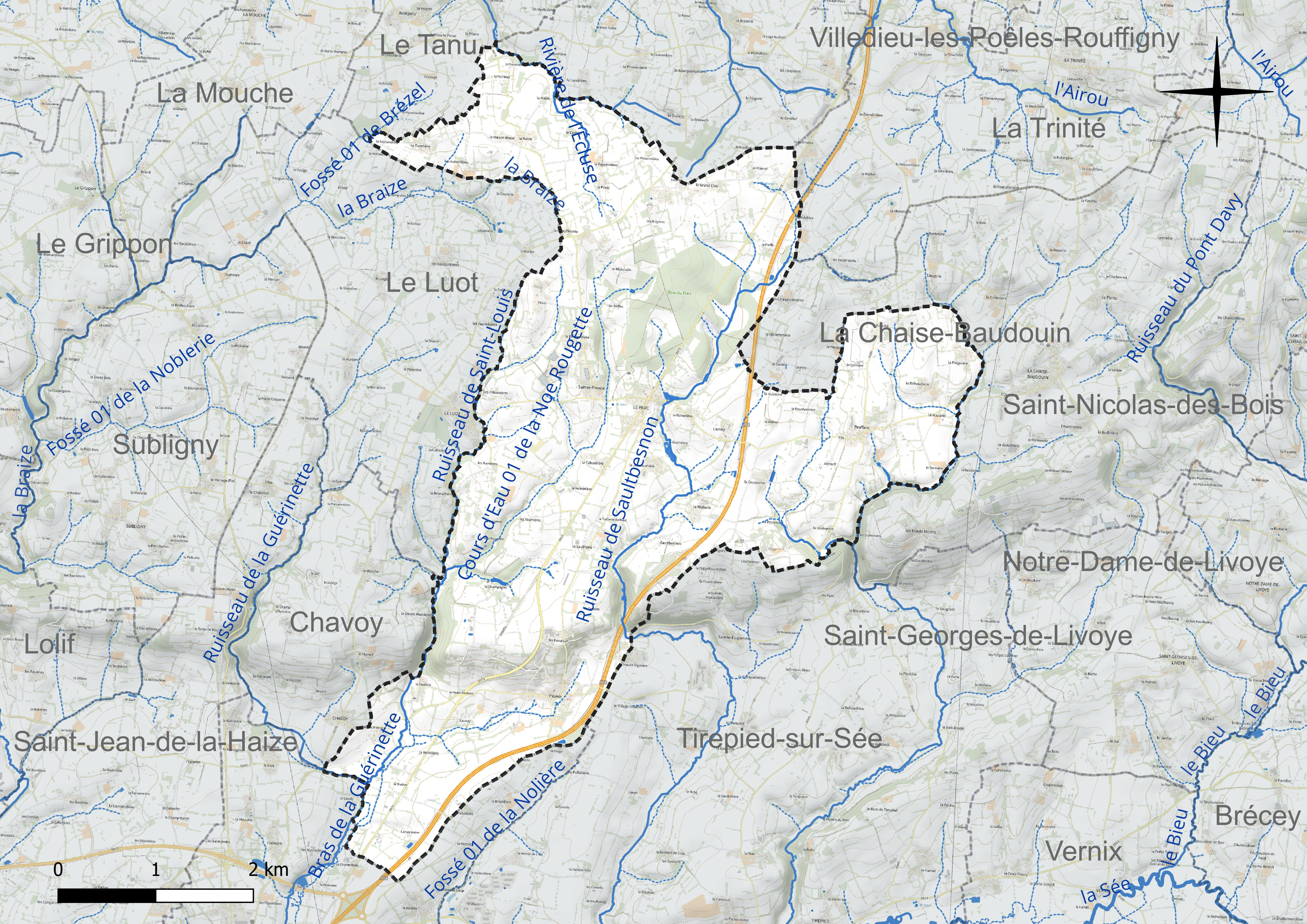
Réseau hydrographique du Parc.

Le ruisseau de Saultbesnon, d'une longueur de 12 km, prend sa source dans la commune de La Trinité et se jette  dans la Sée à Tirepied-sur-Sée, après avoir traversé trois communes. 
Le ruisseau du Moulin du Bois, d'une longueur de 12 km, prend sa source dans la commune de La Chaise-Baudouin et se jette  dans la Sée à Tirepied-sur-Sée, après avoir traversé trois communes. 

### Climat
Pour des articles plus généraux, voir Climat de la Normandie et Climat de la Manche.
En 2010, le climat de la commune est de type climat océanique franc, selon une étude du CNRS s'appuyant sur une série de données couvrant la période 1971-2000. En 2020, Météo-France publie une typologie des climats de la France métropolitaine dans laquelle la commune est exposée à un climat océanique et est dans une zone de transition entre les régions climatiques « Normandie (Cotentin, Orne) » et « Bretagne orientale et méridionale, Pays nantais, Vendée ». Parallèlement le GIEC normand, un groupe régional d’experts sur le climat, différencie quant à lui, dans une étude de 2020, trois grands types de climats pour la région Normandie, nuancés à une échelle plus fine par les facteurs géographiques locaux. La commune est, selon ce zonage, exposée à un « climat contrasté des collines », correspondant au Bocage normand, bien arrosé, voire très arrosé sur les reliefs les plus exposés au flux d’ouest, et frais en raison de l’altitude.
Pour la période 1971-2000, la température annuelle moyenne est de 10,5 °C, avec une amplitude thermique annuelle de 12,7 °C. Le cumul annuel moyen de précipitations est de 1 059 mm, avec 14,5 jours de précipitations en janvier et 9,1 jours en juillet. Pour la période 1991-2020, la température moyenne annuelle observée sur la station météorologique la plus proche, située sur la commune de Longueville à 21 km à vol d'oiseau, est de 11,9 °C et le cumul annuel moyen de précipitations est de 802,4 mm,. Pour l'avenir, les paramètres climatiques de la commune estimés pour 2050 selon différents scénarios d’émission de gaz à effet de serre sont consultables sur un site dédié publié par Météo-France en novembre 2022.

## Urbanisme

### Typologie
Au 1er janvier 2024, Le Parc est catégorisée commune rurale à habitat dispersé, selon la nouvelle grille communale de densité à sept niveaux définie par l'Insee en 2022.
Elle est située hors unité urbaine. Par ailleurs la commune fait partie de l'aire d'attraction d'Avranches, dont elle est une commune de la couronne,. Cette aire, qui regroupe 32 communes, est catégorisée dans les aires de moins de 50 000 habitants,.

## Toponymie
La commune nouvelle prend le nom du lieu-dit des anciennes communes de Sainte-Pience et de Plomb, connu depuis le Moyen Âge.
Le Parc est attestée sous la forme Parcus au Moyen Âge[réf. nécessaire]. Les parcs des châteaux nourrissaient des bêtes sauvages destinées à être chassées. Au parc s'opposait la forêt, que son nom, dérivé du mot foris (« en dehors »), désignait comme extérieure au parc.

## Histoire

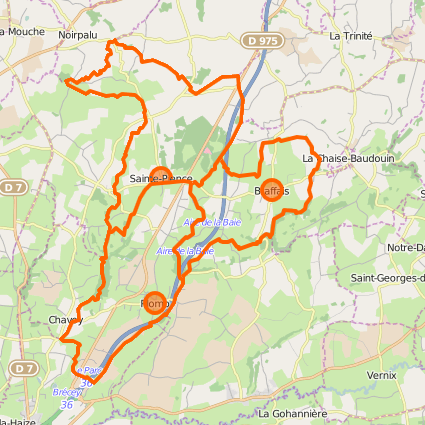
Les trois anciennes communes.

Le village du Parc est un lieu-dit connu depuis le XVe siècle sous le nom de "parc de l'ancien manoir de la Martinière de Braffais", appelé le Château.
La commune est créée le 1er janvier 2016 par la fusion de trois communes, sous le régime juridique des communes nouvelles instauré par la loi no 2010-1563 du 16 décembre 2010 de réforme des collectivités territoriales.
L'arrêté préfectoral fixant les conditions a été publié le 28 septembre 2015. Il précise que le siège de la nouvelle commune est fixé 2 route de Villedieu, sur l'ancienne commune de Sainte-Pience. Il n'est pas créé de communes déléguées.
Depuis le 1er janvier 2017, la commune du Parc fait partie de la communauté d'agglomération Mont-Saint-Michel-Normandie.
Les trois anciennes communes sont situées dans trois cantons différents : canton d'Isigny-le-Buat (Braffais), canton d'Avranches (Plomb) et canton de Bréhal (Sainte-Pience). Ce découpage est conservé après la création de la commune nouvelle, jusqu'à ce qu'un décret du 5 mars 2020 rattache entièrement la commune au canton d'Avranches.

## Politique et administration
Jusqu'aux élections municipales de 2020, le conseil municipal est composé des conseillers des trois anciennes communes, dont le maire et huit adjoints. Une nouvelle mairie a été créée, et les trois anciennes mairies de Braffais, Plomb et Sainte-Pience ont été désaffectées à l'usage du public. Celle de Braffais est utilisée depuis 2016 par l'Association Mont Billard Saint-Michel.

### Circonscriptions électorales
À la suite du décret du 5 mars 2020, la commune est entièrement rattachée au canton d'Avranches.
| Période      | Période  | Identité         | Étiquette | Qualité                                     |
| ------------ | -------- | ---------------- | --------- | ------------------------------------------- |
| Janvier 2016 | mai 2020 | Christophe Cossé | SE        | Chef d'entreprise, ancien maire de Braffais |
| mai 2020     | En cours | Marc Leneveu     | SE        | Fonctionnaire                               |

## Démographie
L'évolution du nombre d'habitants est connue à travers les recensements de la population effectués dans la commune depuis sa création.
En 2022, la commune comptait 907 habitants, en évolution de +0,11 % par rapport à 2016 (Manche : −0,31 %, France hors Mayotte : +2,11 %).
| 2014 | 2019 | 2022 |
| ---- | ---- | ---- |
| 901  | 921  | 907  |

## Pour approfondir